# Être un homme comme vous
Ne doit pas être confondu avec I Wanna Be Loved by You.
Clip vidéo
[vidéo] « Le Livre de la jungle - I wanna be like you (1967) », sur YouTube
[vidéo] « Louis Prima - I Wanna Be Like You (1967) », sur YouTube
[vidéo] « Ben L'Oncle Soul - Etre Un Homme Comme Vous (en français) - We Love Disney (2013) », sur YouTube
Être un homme comme vous (I Wan'na Be Like You) est une chanson standard de jazz américain du dessin animé Le Livre de la jungle de Walt Disney Pictures, de 1967 (d’après le recueil de nouvelles britannique Le Livre de la jungle, de Rudyard Kipling, de 1894). Écrite et composée par les frères Sherman, elle est interprétée par Louis Prima (le Roi Louie) et Phil Harris (Baloo),,,.

## Histoire
Selon Richard Sherman, lui et son frère avaient pour objectif de créer un son orienté jazz, avec une mélodie à la Dixieland. La partie instrumentale fut initialement enregistrée par Louis Prima, qui jouait également de la trompette à effet de sourdine wah-wah, et son groupe, Sam Butera & The Witnesses, mais cela fut remplacé par la musique écrite par le compositeur du film, George Bruns, et orchestrée par Walter Sheets. Le dialogue humoristique de style scat entre Baloo et le Roi Louie (le roi du swing) résulte de deux sessions d'enregistrements « Je suis le roi du swing, le VIP de la jungle,.. je veux être un homme, jeune homme, et me promener comme vous en ville, et être comme les autres hommes, j’en ai marre de perdre mon temps, je veux être comme vous, je veux marcher comme vous, parler comme vous aussi, peut être aussi apprendre à être Humain... ». Louis Prima (le Roi Louie) en a enregistré une première en pensant que Baloo, alors joué par Butera, répéterait simplement ce que Louie ferait en scat. Mais Phil Harris décida de ne pas suivre son approche et fit son propre enregistrement. La chanson fut diffusée le même jour que le film lui-même.

## Reprises
Kenny Ball and His Jazzmen font une première reprise d'Être un homme comme vous en single en 1968, qui figure également sur leur album de 1969, King Of The Swingers. 
Pinky and Perky en ont aussi enregistré une version pour leur album Film Parade en 1970 et ont également diffusé la chanson en tant que single. Dans la collection de 1990 "Stay Awake: Various Interpretations of Music from Vintage Disney Films", la chanson apparaît en tant que "Medley Two" et est enregistrée par Los Lobos, qui jouèrent la chanson de manière occasionnelle lors de leurs concerts live. 
Le 4 mai 1994, Phish en joua une version dans son style bien particulier au Metropolis Concert Hall à Montreal. 
On peut aussi trouver une reprise exécutée par Big Bad Voodoo Daddy dans la bande-son du film Swingers, bien qu'elle n'apparaisse pas dans le film. Le groupe ajouta cette chanson à leur album de 1999, This Beautiful Life. Voodoo Glow Skulls fit une version ska pour l'album Dive into Disney en 2002, qui fut une exclusivité nippone. 
Dans Le Livre de la jungle 2, sorti en 2003, on peut trouver le groupe Smash Mouth qui joue cette chanson pendant le générique de fin. Elle apparaît également dans la bande-son du film. Pour la version australienne, la reprise est assurée par Nikki Webster, qui fit figurer la chanson sur son album Best of. 
Une autre version par les Turnpike Cruisers figure sur le second album Blood on the Cats LP. 
Le groupe Pow woW repris ce morceau dans sa version anglophone sur son album Comme un guetteur en 1993. Dans l'album sorti en 2005 En Vivo par Gabriel Ríos, on peut trouver une reprise également.
En 2007, une reprise pop rock fut enregistrée par les Jonas Brothers pour Disneymania 5. Los Lobos a aussi enregistré une version pour leur album Stay Awake: Various Interpretations of Music from Vintage Disney Films et cette version se trouve également sur la compilation Just Another Band From East L.A. - A Collection.
Le chanteur de pop britannique Paolo Nutini joua Être un homme comme vous lors du festival Glastonbury Festival de 2007. Le 23 octobre 2010, Katie Waissel, participante de l'émission X Factor exécuta cette chanson afin de surprendre le jury. Enfin, Craig David chanta une reprise lors d'une cérémonie de remise de récompense britannique, dont la vidéo se trouve sur Youtube.
Sommaire masquer
Ben l'Oncle Soul reprend la chanson en français dans l'album We Love Disney de 2013.

## Version de Robbie Williams
Pistes de Swings Both Ways
Go Gentle
(2) Swing Supreme
(3)
Être un homme comme vous est repris par le chanteur britannique Robbie Williams accompagné de Olly Murs pour son dixième album studio Swings Both Ways (2013).  La production fut réalisée par Guy Chambers.  Cependant, dans les notes qui accompagnent l'album, Robbie Williams attribue de manière incorrecte la chanson originale à Phil Harris et exprime son admiration envers lui (quatrième page de l'édition Deluxe).

### Classement hebdomadaire
| Classement (2013)            | Meilleure position |
| ---------------------------- | ------------------ |
| Allemagne (Media Control AG) | 85                 |
| Autriche (Ö3 Austria Top 40) | 55                 |
| Irlande (IRMA)               | 64                 |

## Dans la culture populaire
En 2009, Être un homme comme vous fut utilisé dans un film de prévention britannique contre le tabac. On y voyait des enfants reproduisant à l'identique ce que leurs parents font. Par exemple, les garçons mettaient de la mousse à raser sur leur visage, les filles s'habillaient avec les vêtements de leur mère et tous lavaient la voiture. Durant toute la durée du clip, on pouvaient entendre Être un homme comme vous jusqu'au moment où une des filles met un crayon dans sa bouche pour imiter sa mère en train de fumer. À ce moment, une voix off se fait entendre disant : « Si vous fumez, vos enfants ont plus de chances de devenir fumeurs » (« If you smoke, your children are more likely to »).

## Cinéma
- 1967 : Le Livre de la jungle, de Wolfgang Reitherman.
- 2003 : Le Livre de la jungle 2, de Steve Trenbirth.
- 2016 : Le Livre de la jungle, de Jon Favreau, interprétée par Christopher Walken en anglais, et par Eddy Mitchell en français[11].